# Modus Vivendi (album)
Modus Vivendi è il primo album in studio della cantante statunitense 070 Shake, pubblicato il 17 gennaio 2020 dalle etichette discografiche GOOD Music e Def Jam.

## Tracce
1. Don't Break the Silence – 1:44
2. Come Around – 1:36
3. Morrow – 4:06
4. The Pines – 3:33
5. Guilty Conscience – 3:33
6. Divorce – 3:39
7. It's Forever (performed by The Ebonys) – 0:17
8. Rocketship – 3:04
9. Microdosing – 3:39
10. Nice to Have – 3:52
11. Under the Moon – 3:27
12. Daydreamin – 2:48
13. Terminal B – 5:30
14. Flight319 – 3:21